# Kerekes Gábor (fotográfus)
Kerekes Gábor (Oberhart, 1945. augusztus 2. – Budapest, 2014. április 16.) Balázs Béla-díjas fotóriporter, fotóművész; a magyar avantgárd fotográfia képviselője.

## Életpályája
1964-ben érettségizett a Kölcsey Gimnáziumban. 1964–1973 között fényképész szakmunkásképző iskolában tanult. 1970-től készített fényképeket. 1973–1974 között a Budapesti Fényképész Szövetkezet segédriportere volt. 1974–1979 között a Vasipari Kutató Intézet fényképésze volt. 1977-ben a Fiatal Fotóművészek Stúdiója alapító tagja, 1986-ban művészeti vezetője volt. 1980-tól a Magyar Fotóművészek Szövetségének tagja volt. 1981-ben a Dokumentum Csoport egyik alapítója volt Szerencsés János, Jokesz Antal és Vető János mellett. 1985–1990 között a Képes 7 fotóriportereként dolgozott. 1991-től az  Európa magazin, majd 1992-től a Képes Európa fotóriportere volt.
Sírja a Fiumei úti sírkertben található.

## Fotói
- Betonsiló (1979)
- Buszmegálló (1980)
- Fül (1993)
- Stone Ball (1993)
- OR1-8 (2002)
- Malevitch Land (2005)

## Kiállításai

### Egyéni
- 1977, 1992, 1995-1997, 2000 Budapest

### Válogatott, csoportos
- 1980 Párizs
- 1982 Miskolc
- 1993, 1996 Budapest
- 1996 Pozsony, Zágráb
- 1998 Kecskemét, New York

## Könyvei
- Hetvenes-nyolcvanas; Magyar Fotográfiai Múzeum, Kecskemét, 2003
- Elszállás; Magyar Műhely, Bp., 2007 (Pixel-könyvek)
- Megfigyelések; fotó Kerekes Gábor, szerk. Baki Péter; Magyar Fotográfiai Múzeum, Kecskemét, 2008

## Díjai
- Balázs Béla-díj (1990)
- Párhuzamos Kultúráért díj (2002)
- Érdemes művész (2009)